# Laguna de Rada Tilly
La laguna Papensen, ubicada en la pintoresca localidad de Rada Tilly, en el oeste de la vasta provincia del Chubut, Argentina, es una joya geográfica que se extiende a lo largo de un antiguo cauce fluvial. Este cuerpo de agua recibe valiosos aportes del lago Colhue Huapi, desembocando finalmente en el majestuoso golfo de San Jorge, parte integral del Océano Atlántico.
Aunque es oficialmente conocida como Laguna Papensen, la laguna ha adquirido varios nombres entre los lugareños, quienes la llaman con cariño "la laguna de Rada". Curiosamente, durante un tiempo, se la conocía erróneamente como "La Salina", un nombre que ha quedado en el pasado, pero que aún resuena en la memoria colectiva de la comunidad local.
Esta impresionante laguna, con una extensión aproximada de 1.500 m², es un oasis de biodiversidad, albergando una variedad de vida silvestre y plantas indígenas. No obstante, su estado ecológico actual es preocupante. Los desechos industriales provenientes de las actividades locales han contaminado sus aguas hasta tal punto que ya no son aptas para la inmersión, un hecho triste que destaca la necesidad urgente de acciones de conservación y sostenibilidad en la región.